# Pari passu
 (novembre 2007).
Améliorez-le ou discutez des points à vérifier. 

Locution d'origine latine signifiant « d'un pas égal », pari passu est principalement utilisé en droit des affaires et signifie que toutes les parties sont traitées de manière équitable.
En finance, ce terme désigne des créances (prêts bancaires, émissions obligataires, etc.) qui recevront des paiements équitables (on parle aussi de créances ayant le même degré de séniorité).
Le terme se rencontre aussi lors des liquidations de sociétés, où tous les créanciers pari passu recevront un remboursement de la même proportion de leurs créances.

## Clausepari passudans un contrat d'émission d'obligations
Pour améliorer la qualité d'une obligation lors de son émission, l'émetteur peut s'engager dans le contrat d'émission à faire bénéficier la masse des porteurs d'une hypothèque ou d'un nantissement de son fonds de commerce, dans le cas où il devrait attribuer l'une ou l'autre de ces sûretés (sûreté réelle) à un autre créancier. Si l'émetteur jouit d'une grande notoriété, cette promesse peut suffire pour amener les obligations qu'il émet au niveau le plus élevé. 